# Jöllenbecker Mühlenbach
Der Jöllenbecker Mühlenbach ist ein linker  Nebenfluss des Johannisbaches (der im späteren Verlauf als Aa bezeichnet wird) im Nordosten des deutschen Bundeslandes Nordrhein-Westfalen.

## Geographie
Das Gewässer hat eine Gesamtlänge von 9,9 km. Das Einzugsgebiet erstreckt sich über einen Teil der Ravensberger Mulde zwischen Aa und Else. Das Gewässer entspringt im Norden von Jöllenbeck im Bereich Nagelsholz und mündet bei Schildesche in den Johannisbach (Flusskilometer 13,5) bzw. in den Obersee. Mit Anlage der Johannisbach-Umflut, die das Wasser des Johannisbaches und des Jöllenbecker Mühlenbaches entlang des Nordufers um den Obersee herumführt, wurde auch der Jöllenbecker Mühlenbach vom Obersee abgetrennt und mündet nun direkt in das neue Flussbett des Johannisbaches.
Das Gewässer durchfließt auf seinem Weg von der Quelle bis zur Mündung folgende Gemeinden:
- Bielefeld
- Spenge
- Bielefeld
- Enger
- Herford
- Bielefeld

Den längsten Teil seines Verlaufes ist der Bach Grenzbach der genannten Gemeinden. Auf seinem Weg nimmt das Gewässer flussabwärts betrachtet folgende Gewässer auf:
- Hemigholder Bach (R 7)
- Jölle (R 4,7)
- Belzbach (R 4,2)
- Schlothagener Bach (R 3,2)

(L/R; KM): Linker rechter Zufluss, bei Flusskilometer, Mündung bei KM 0
Der flussaufwärts über alle Mündungspunkte jeweils wasserreichere und längere Strang ist gewässerkundlich der Hauptstrang eines Flusssystems und zumeist auch in der Namensgebung der Hauptfluss. Aus dieser Sicht erreicht das Gewässer unter dem Namen Jöllenbecker Mühlenbach den Johannisbach. Die wasserärmere Jölle dagegen ist ein Nebenfluss. Davon abweichend werden in den amtlichen Gewässerstationierungs- und Geodaten die Teilgewässer Jölle und Jöllenbecker Mühlenbach ab Einmündung der Jölle zu einem einheitlichen Wasserkörper mit dem Namen "Jölle" (GSK 46452) zusammengefasst. 

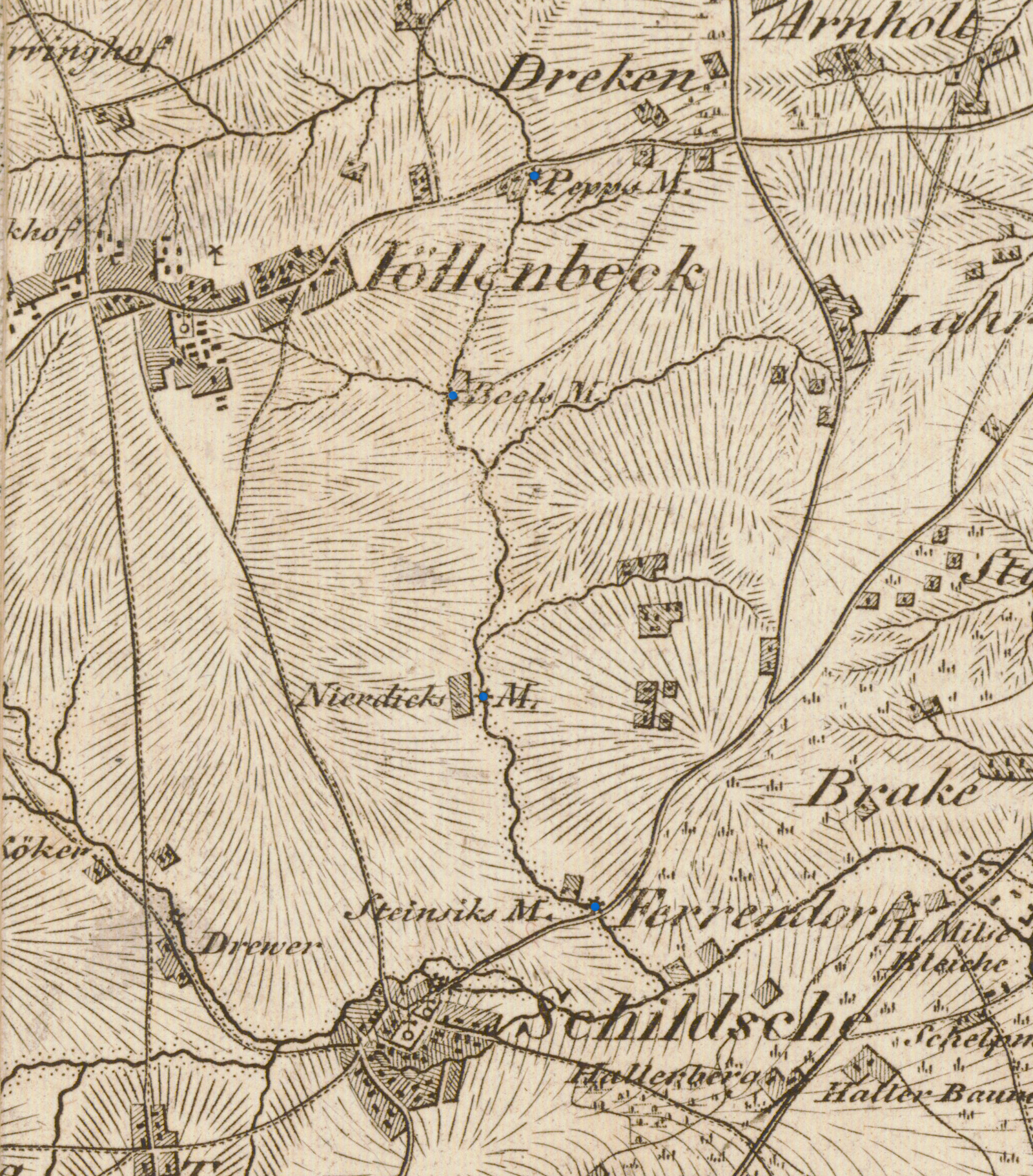
Historische Wassermühlen am Jöllenbecker Mühlenbach

## Historische Wassermühlen am Jöllenbecker Mühlenbach
Der Jöllenbecker Mühlenbach lieferte früher die Antriebsenergie für vier Wassermühlen, deren Standorte bereits in einer Landkarte aus dem Jahr 1800 aufgezeichnet wurden. Die Gebäude sind inzwischen niedergelegt oder mehrfach umgebaut worden, so dass heute keine Spuren der alten Mühlenlandschaft mehr zu erkennen sind.
- Peppmühle: Hof Peppmöller in Jöllenbeck
- Belzmühle: Hof Upmeyer zu Belzen in Jöllenbeck
- Niedicks Mühle: in Vilsendorf
- Steinsieks Mühle: Schildesche, heute Brake